# Carrozzeria Scaglietti
Pour les articles homonymes, voir Sergio Scaglietti.
La Carrozzeria Scaglietti ou Scaglietti & C est une entreprise de design industriel, préparation et fabrication de carrosserie automobile italienne, fondée en 1951 par le carrossier Sergio Scaglietti, à Maranello en Émilie-Romagne. Filiale de Ferrari depuis 1977, elle est célèbre pour avoir créé ou fabriqué avec Pininfarina de nombreuses carrosseries emblématiques de Ferrari et scuderia Ferrari,.

## Histoire
Sergio Scaglietti (natif de Modène comme Enzo Ferrari) fonde cette industrie avec son frère Gino en 1951, en face de l'usine Ferrari de Maranello de 1942, pour réparer, préparer, concevoir, et fabriquer des carrosseries en aluminium des années 1950 et années 1960,.

Quelques modèles
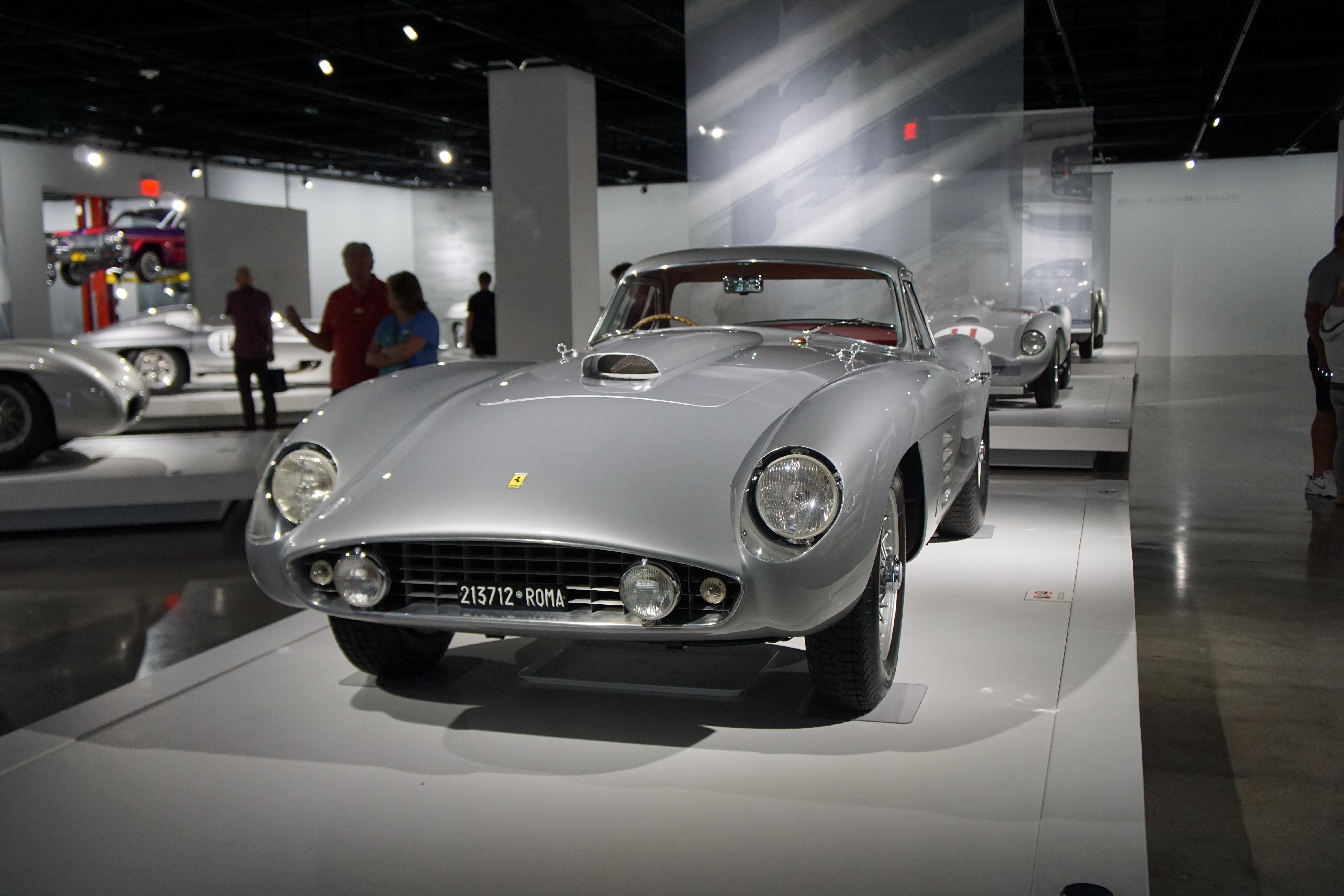
Ferrari 375 MM Rossellini Scaglietti d'Ingrid Bergman (1954)
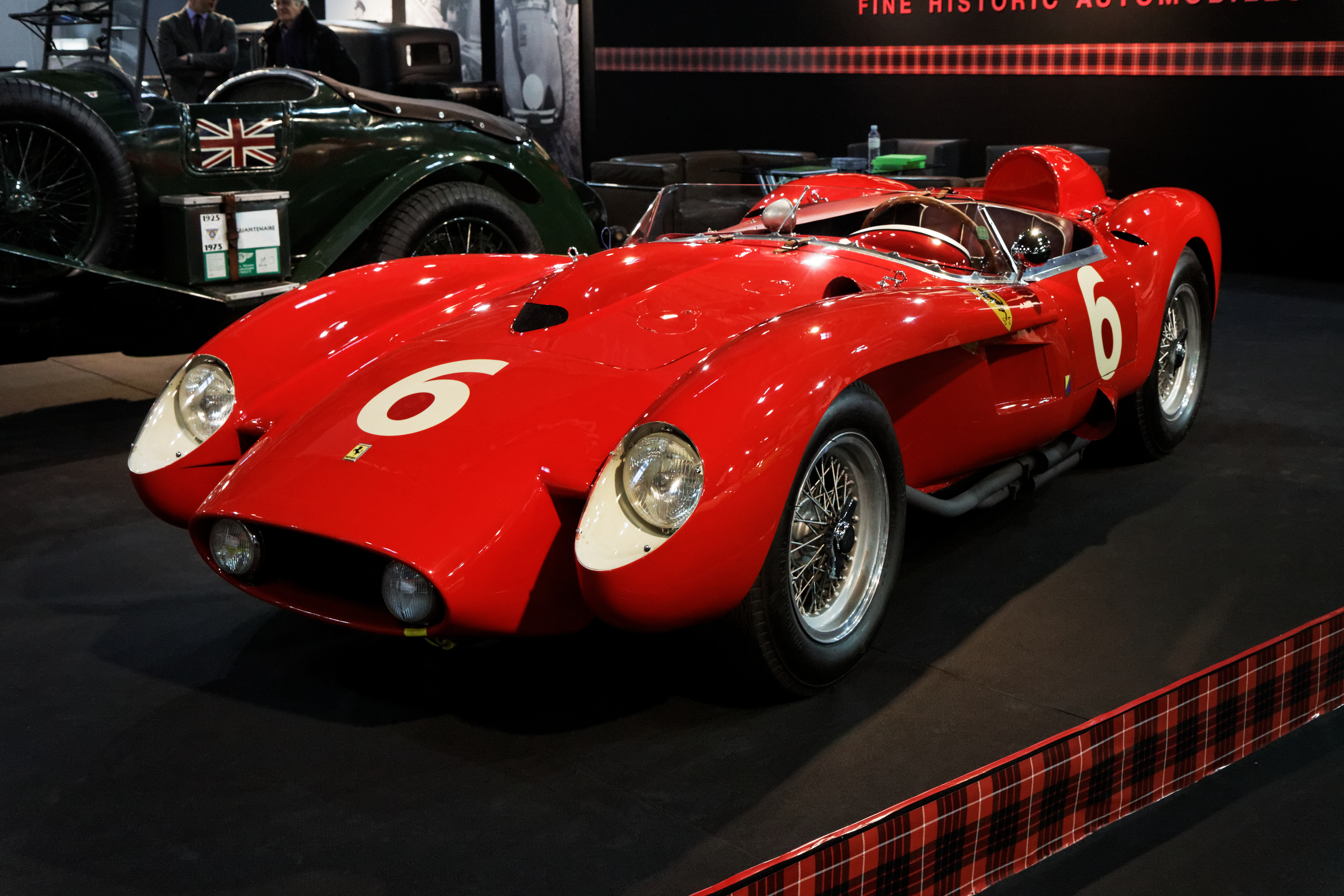
Ferrari 250 Testa Rossa (1957)
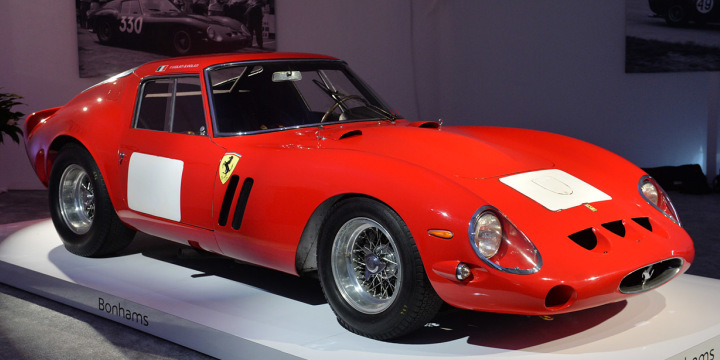
Ferrari 250 GTO (1962)

Sergio Scaglietti et Gian-Battista Pinin Farina de Pininfarina font partie des carrossiers-designers historiques et amis intimes préférés d'Enzo Ferrari, avec qui il a créé quelques-unes des carrosseries emblématiques de Ferrari et scuderia Ferrari. Du crayon et du génie de Sergio Scaglietti sont nés en particulier des chefs-d'œuvre tels que la Ferrari 250 GTO (1962). Toutes celles conçues exclusivement par Scaglietti sont estampillées « Scaglietti & C. ». Ses fils Oscar et Claudio Scaglietti rejoignent l'entreprise familiale en 1959.

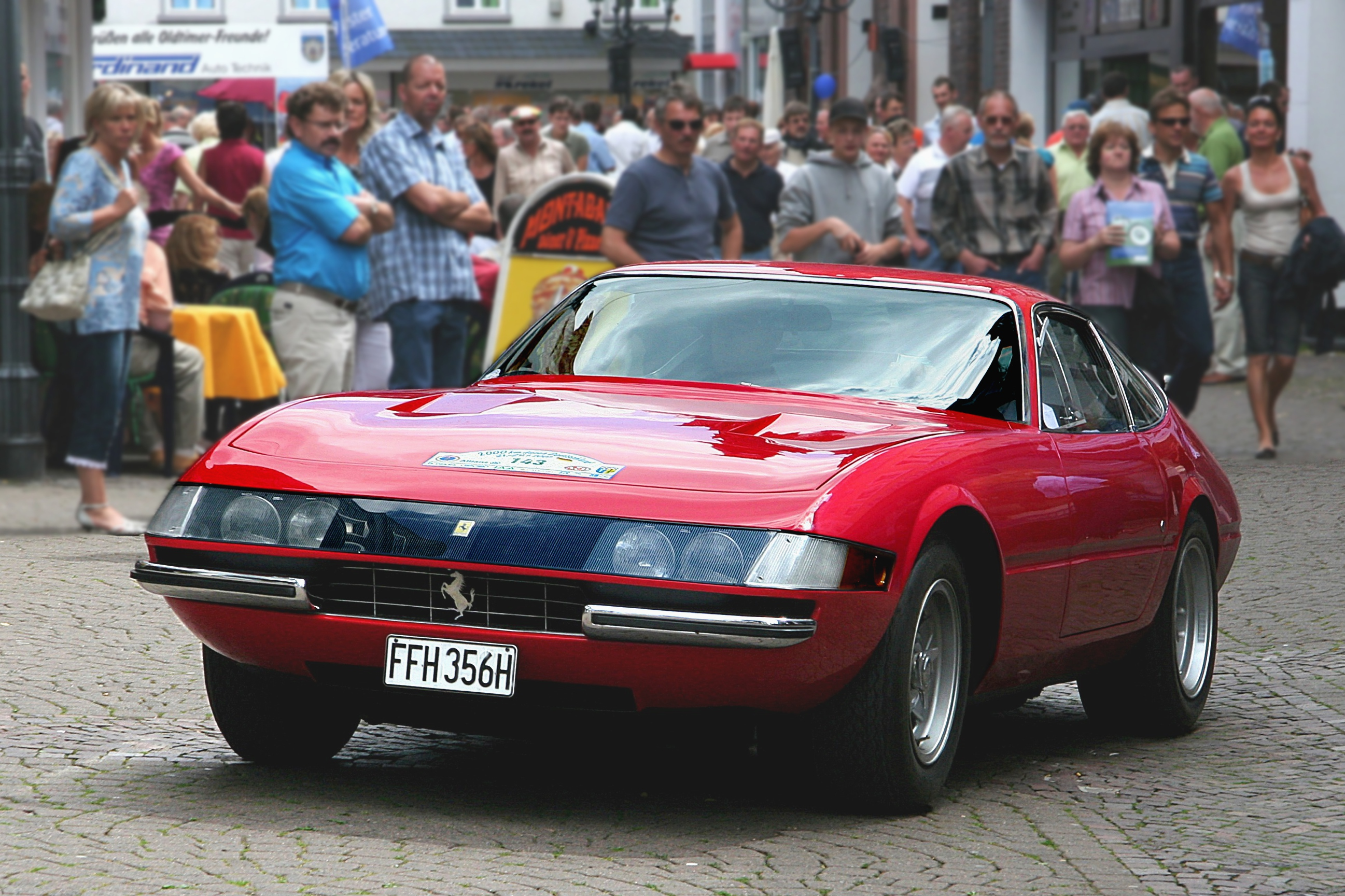
Ferrari 365 Daytona (1968)
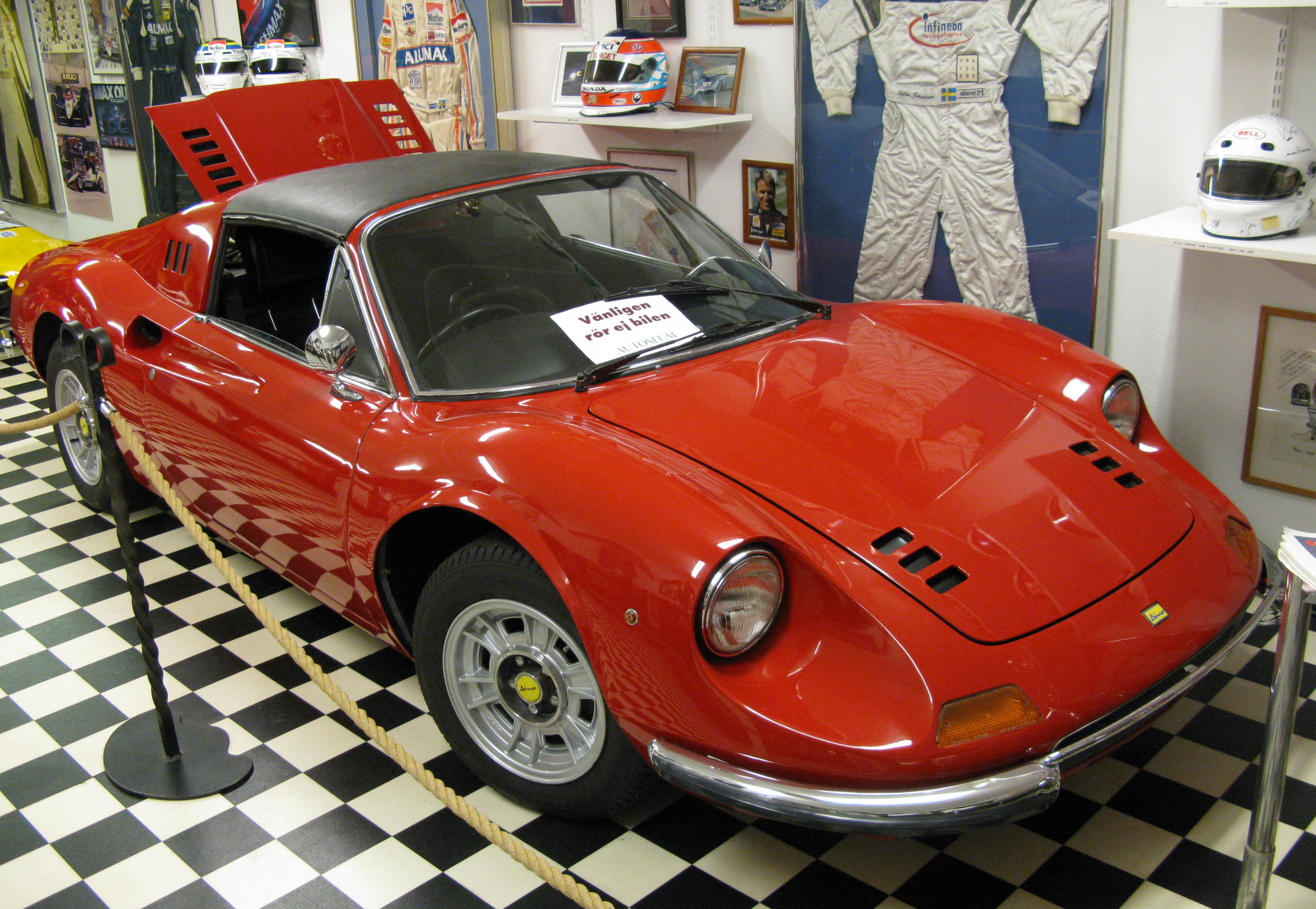
Dino 206 GT (1965) et Dino 246 GT/GTS (1969)
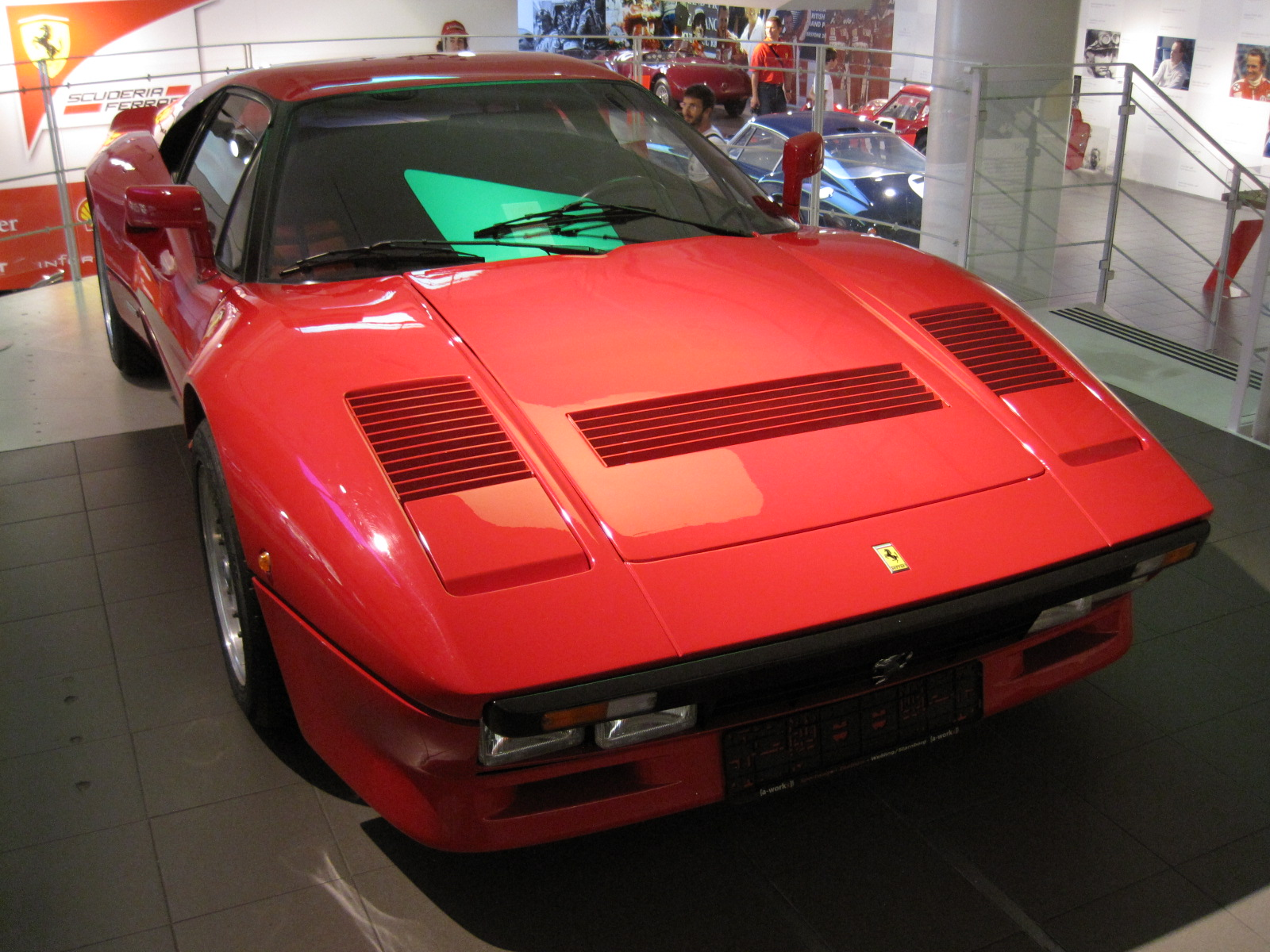
Ferrari 288 GTO (1984)
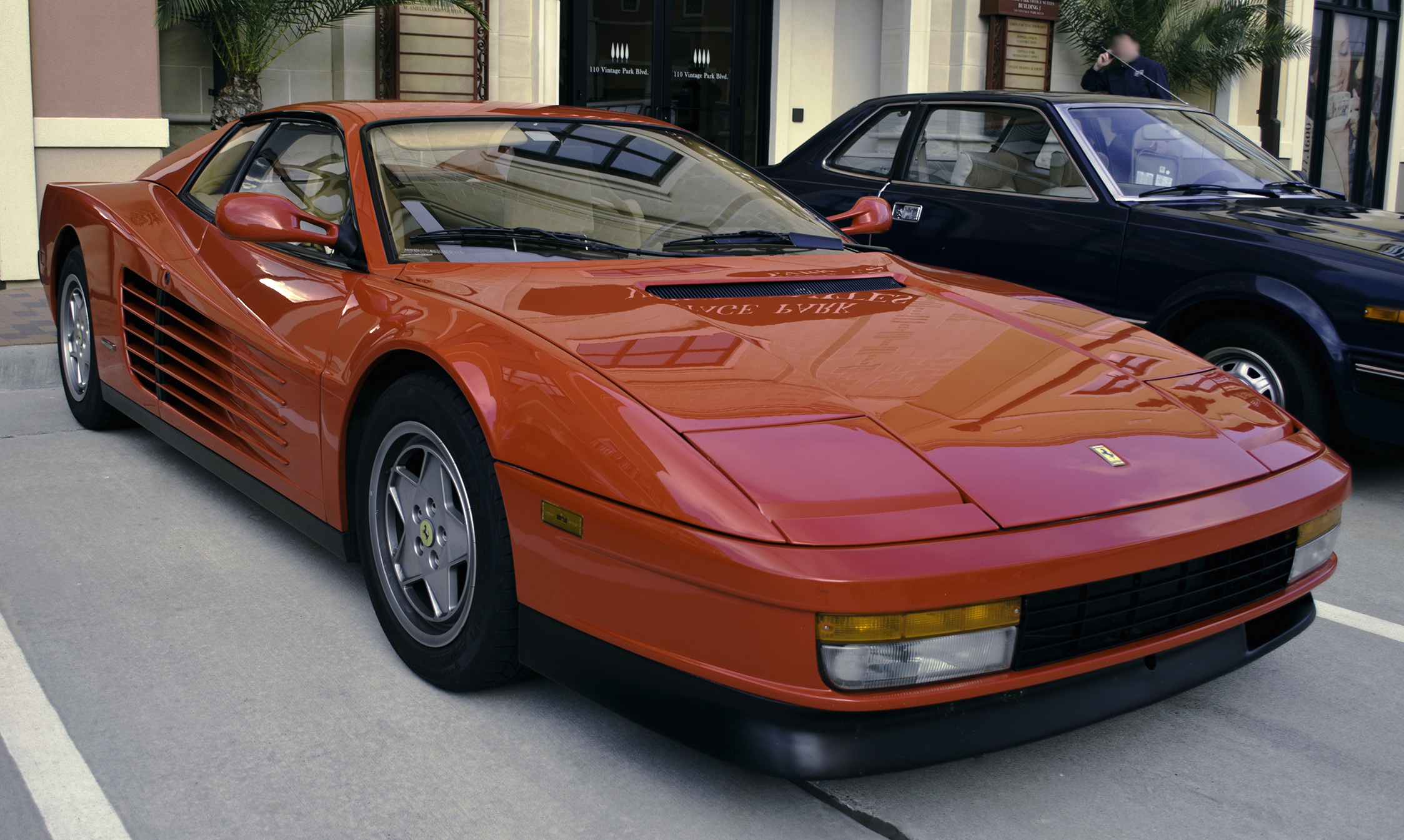
Ferrari Testarossa (1984)
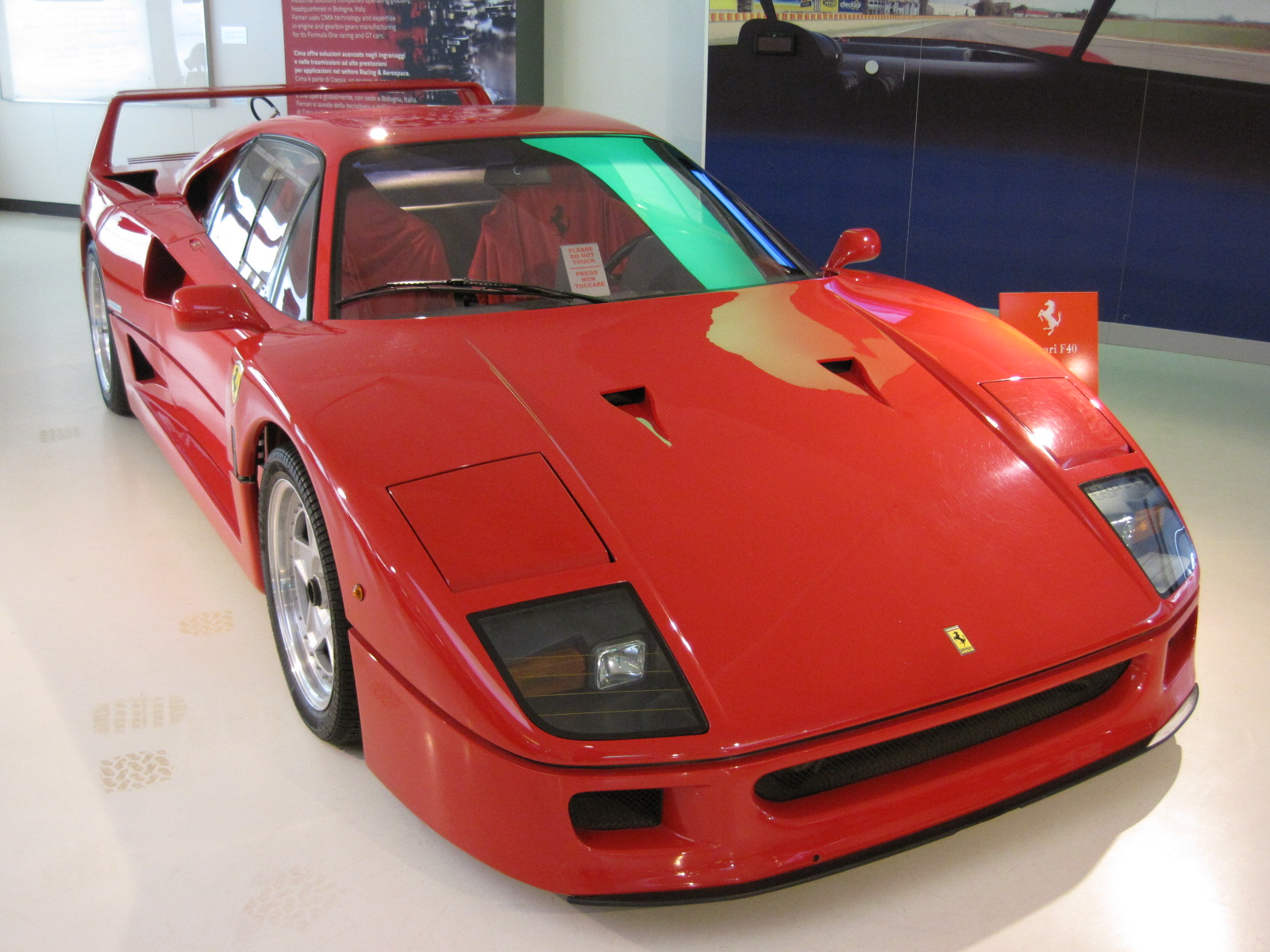
Ferrari F40 (1987)

Enzo Ferrari devient en 1977 actionnaire majoritaire de l'entreprise, avec Ferrari, et intègre l'usine Scaglietti à son usine Ferrari de Maranello, pour fabriquer jusqu'à ce jour quelques modèles de la marque. La production actuelle de Scaglietti est à ce jour déplacée dans une nouvelle usine de Modène, à 20 km au nord de Maranello (lieu de naissance de Sergio Scaglietti, et d'Enzo Ferrari sur les lieux du musée Enzo-Ferrari). Depuis les années 2000 le nom « Carrozzeria Scaglietti » est utilisé par Ferrari pour des séries spéciales de la marque. En 2004 Ferrari rend hommage à Scaglietti avec la Ferrari 612 Scaglietti, dessinée par Pininfarina,,.

## Quelques modèles

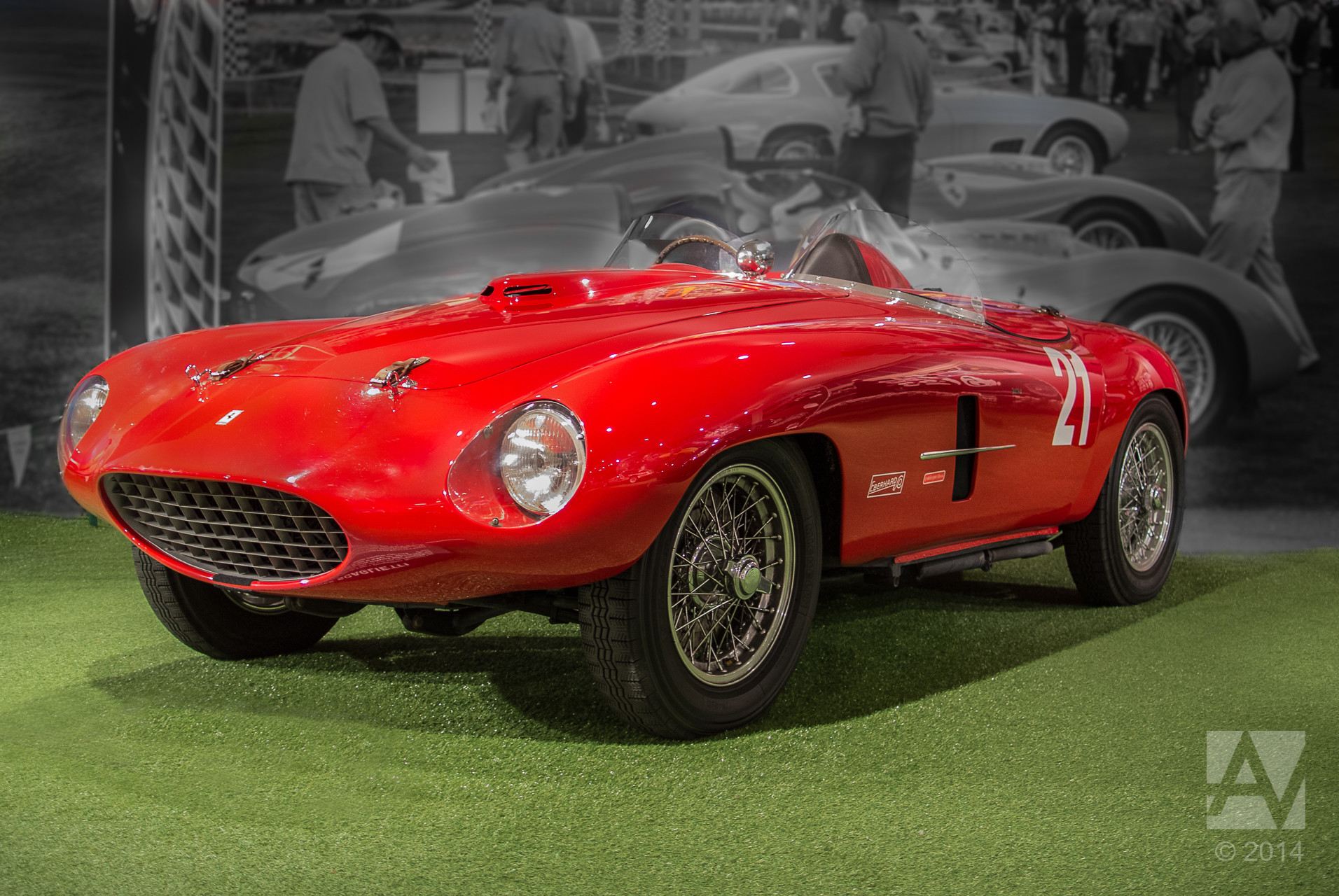
Ferrari 166MM Spyder Scaglietti (1949).
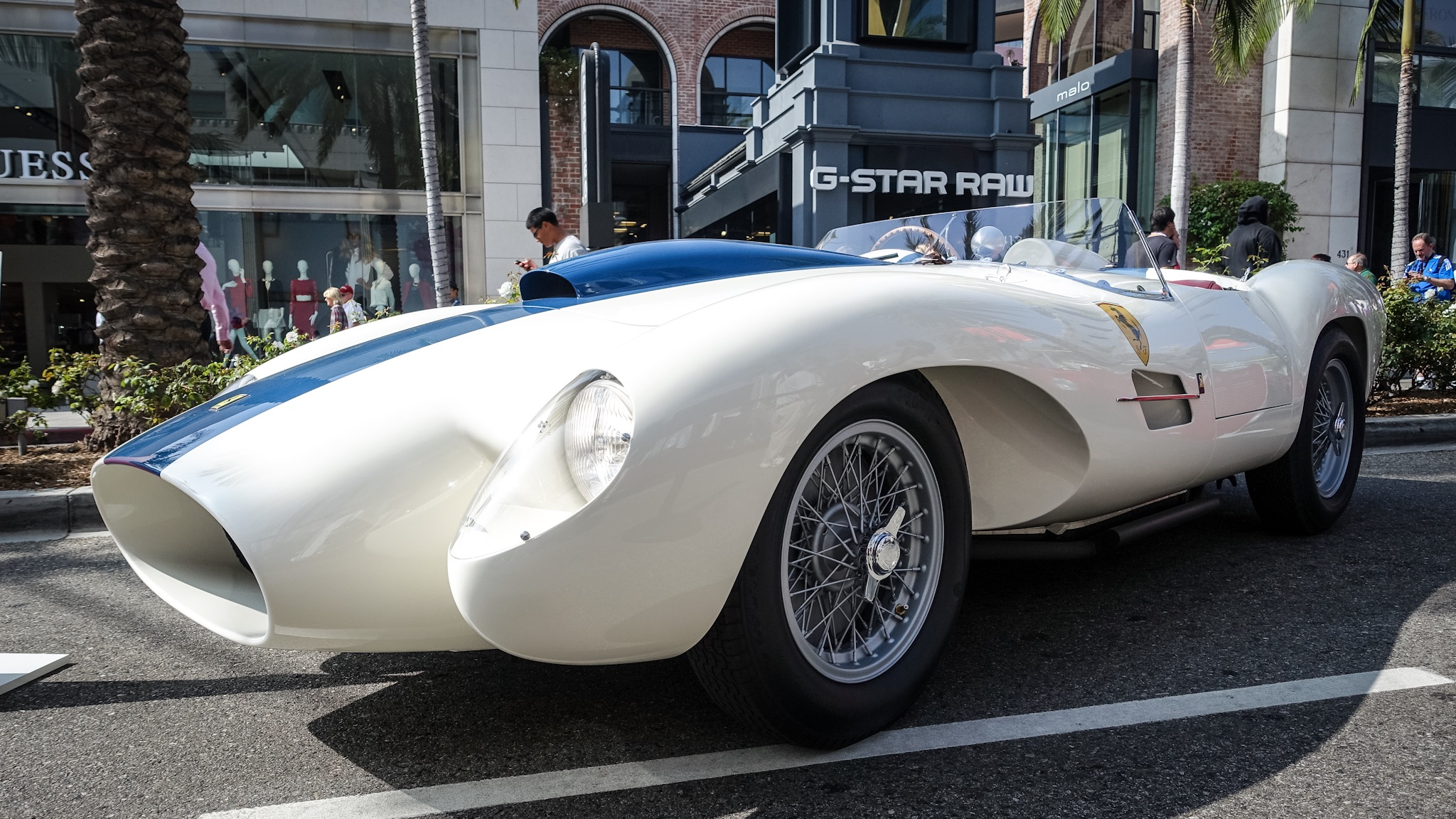
Ferrari 250 Monza (en) (1954).
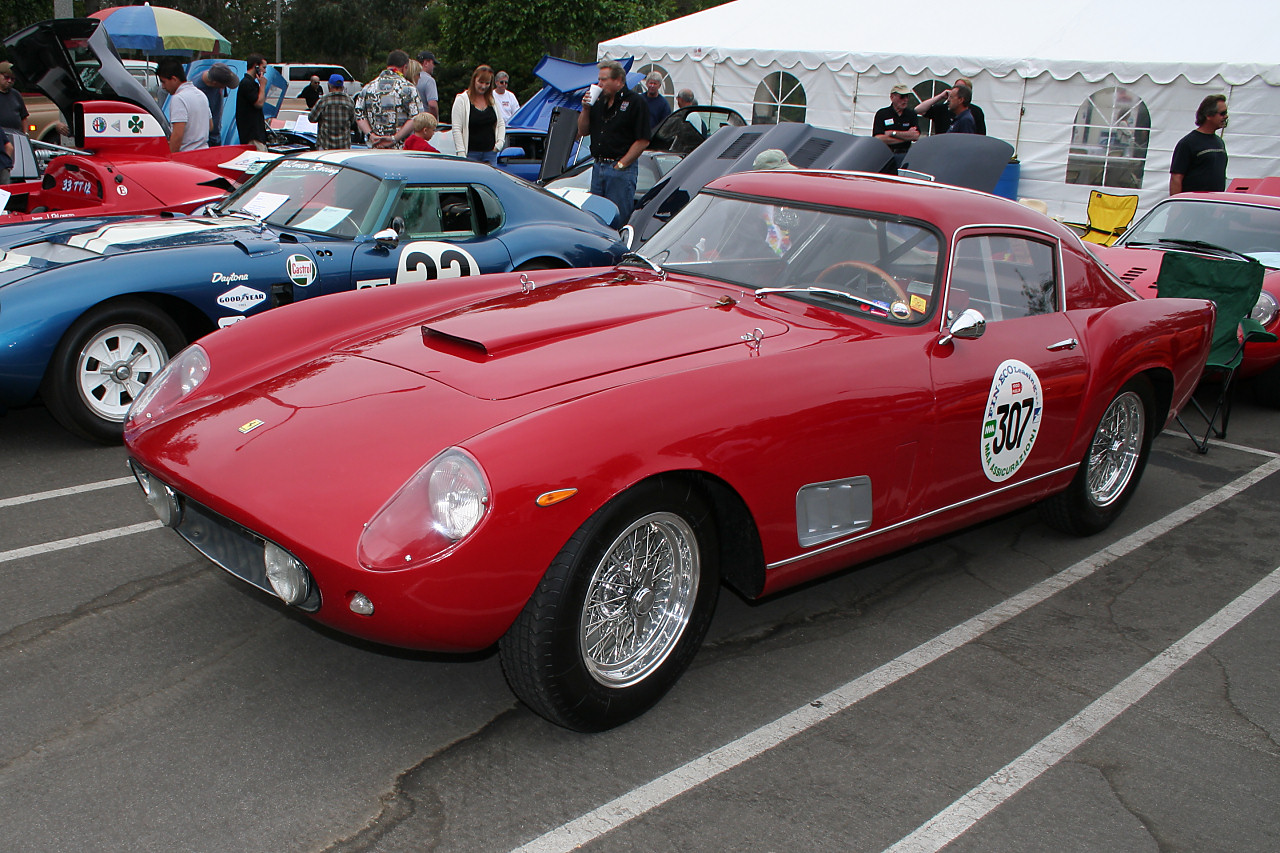
Ferrari 250 GT Berlinetta « Tour de France » (1955).
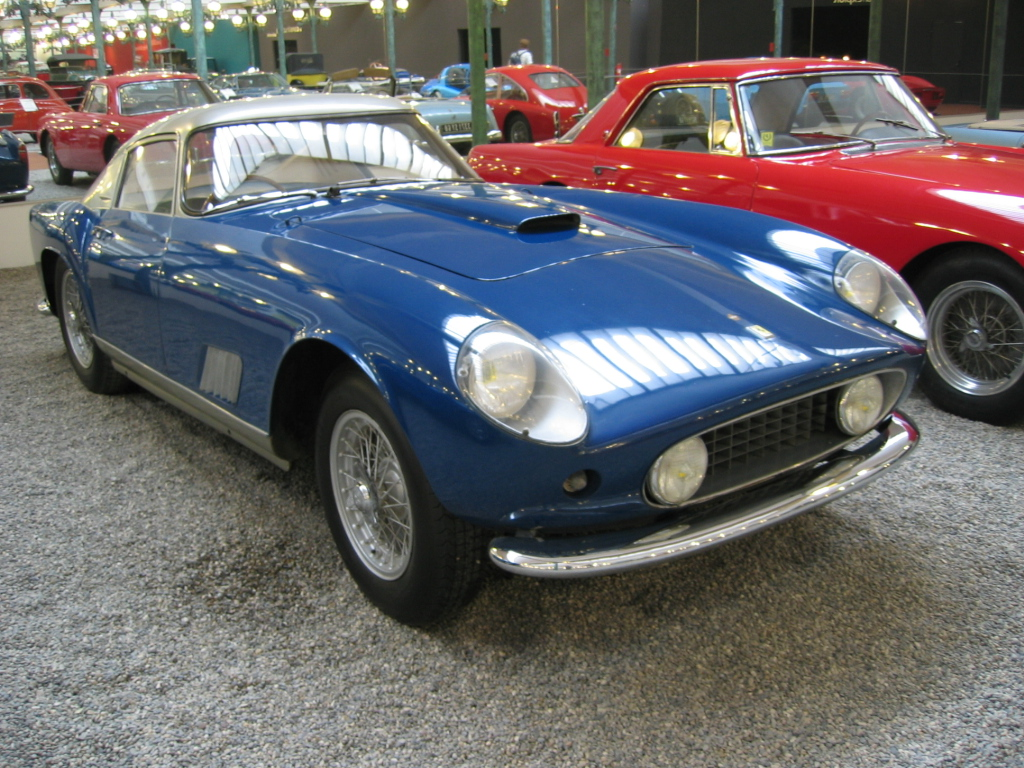
Ferrari 450 AM Scaglietti (1954).
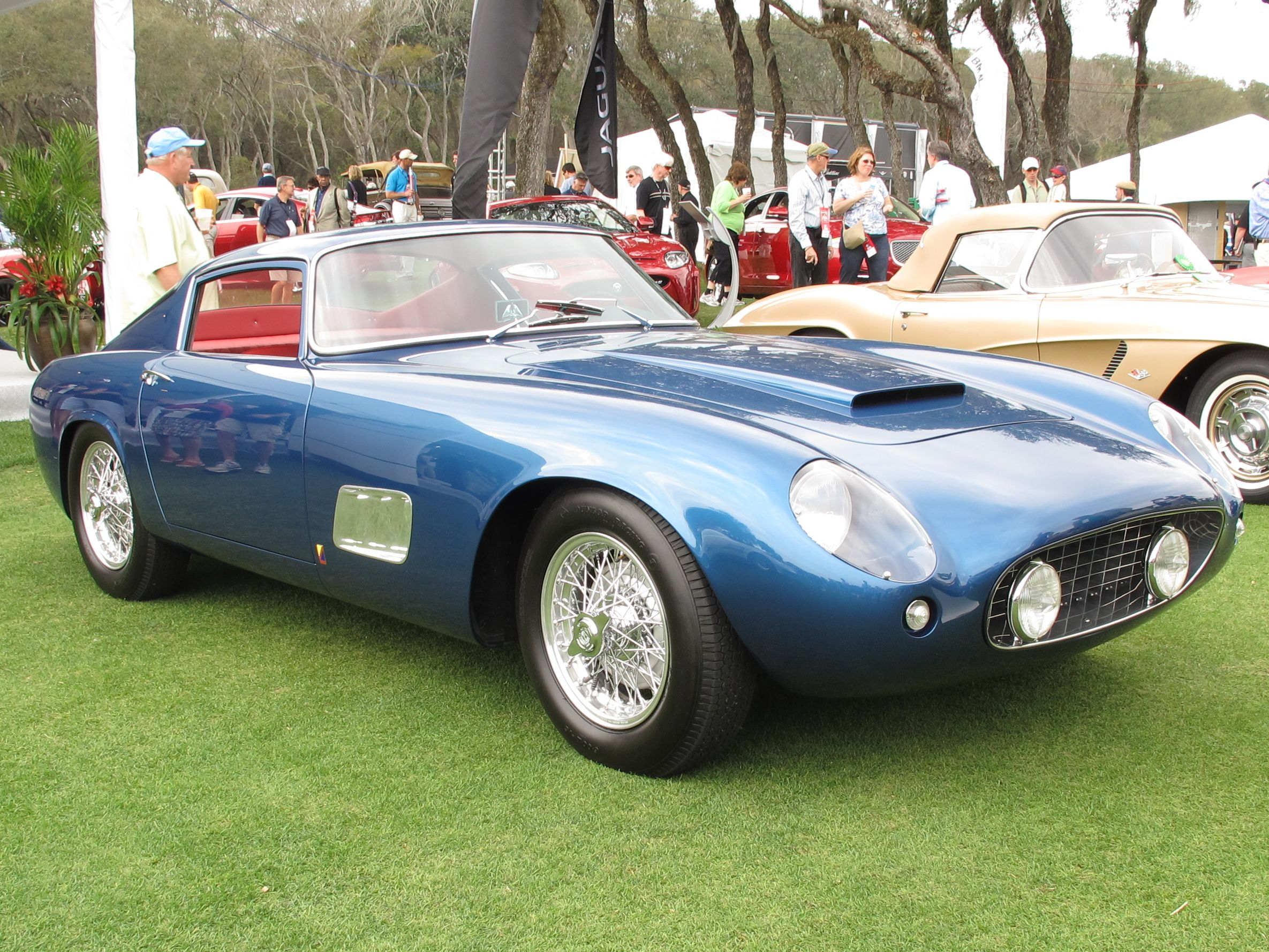
Chevrolet Corvette C1 Italia by Scaglietti de Carroll Shelby (1959).
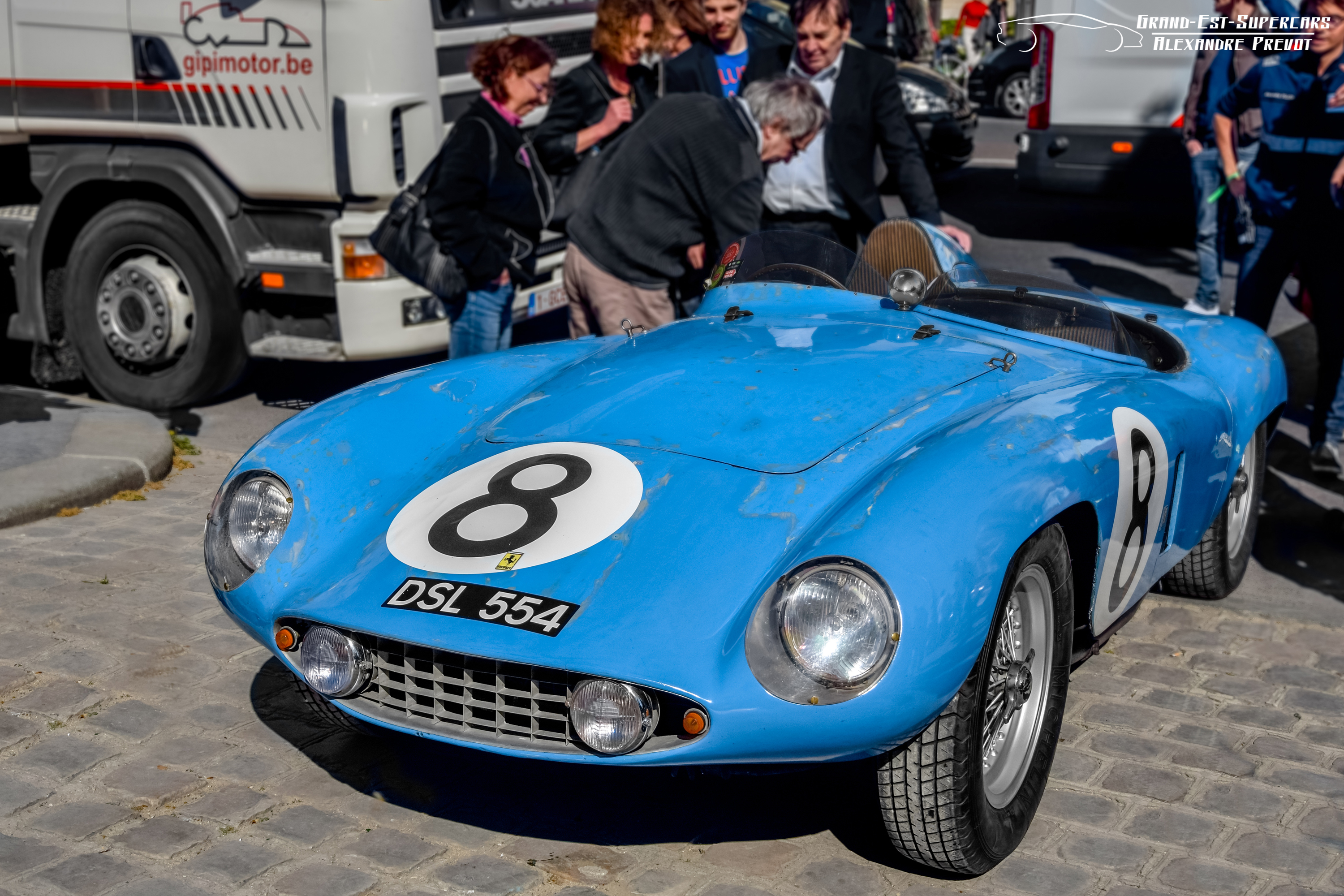
Ferrari 500 Mondial (it) Spider Scaglietti (1960).
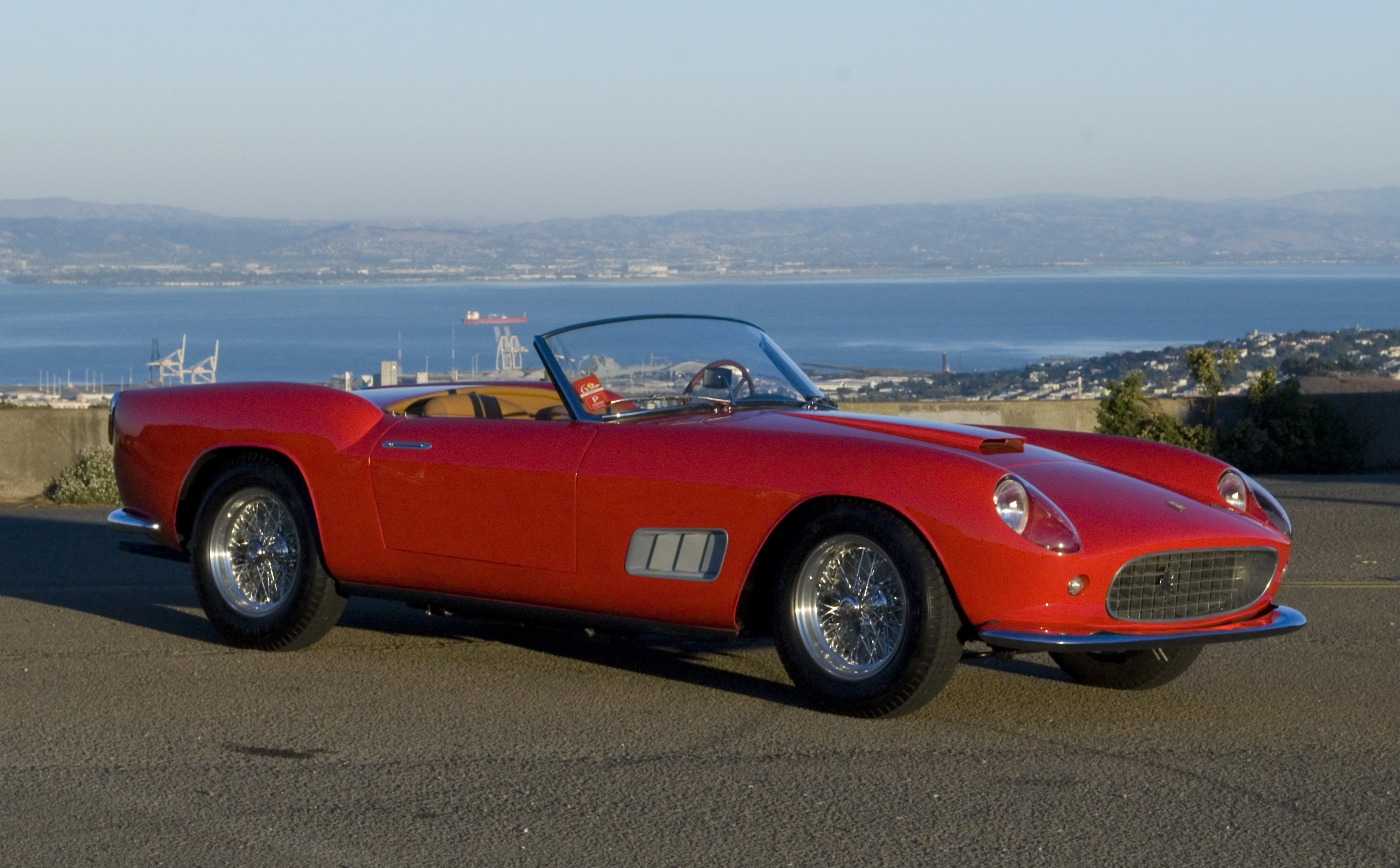
Ferrari 250 GT California Spyder (1957).
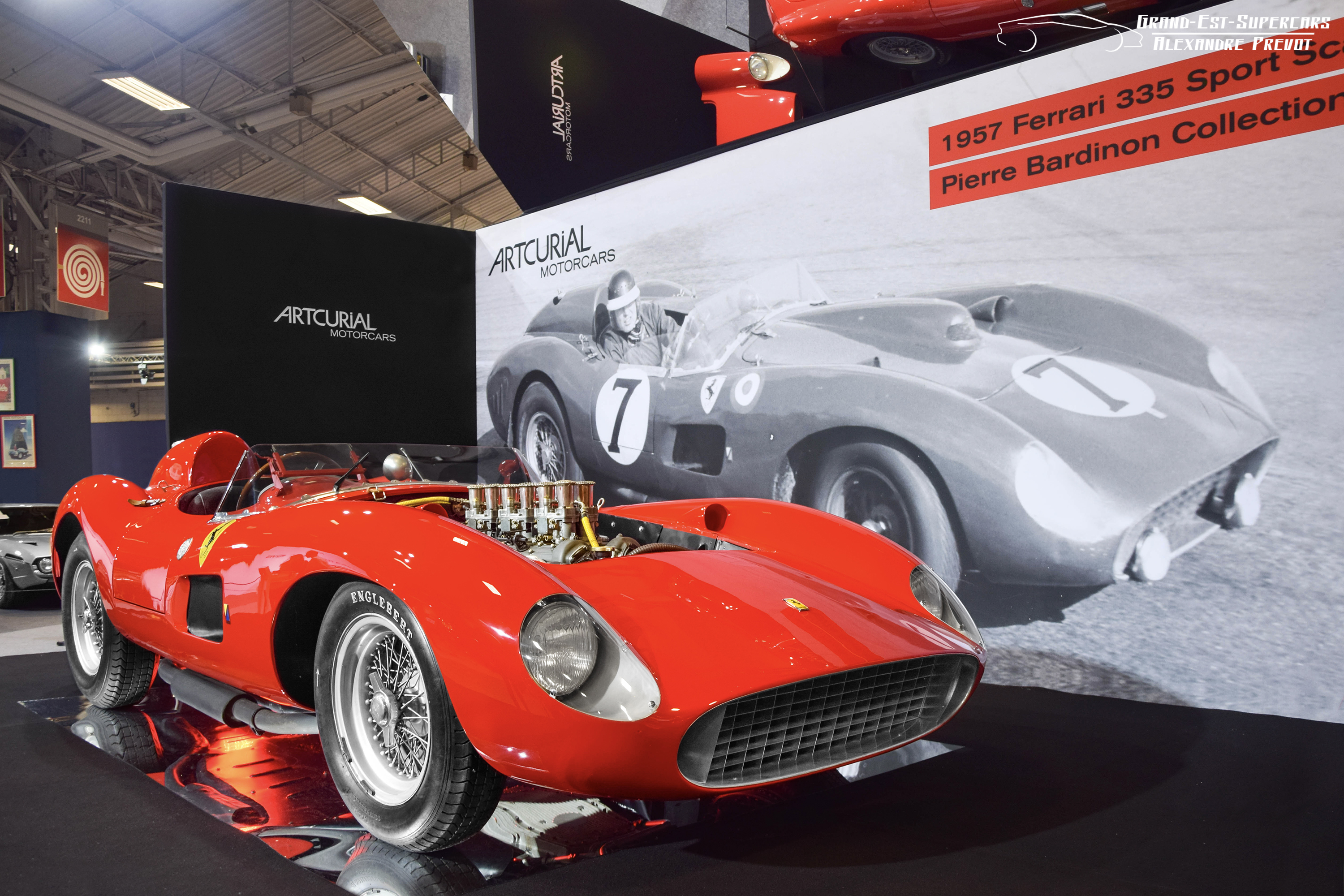
Ferrari 335 S Scaglietti (1957).

### Ferrari routières GT
- 1952 : Ferrari 250
- 1954 : Ferrari 375 MM Rossellini Scaglietti
- 1953 : Ferrari 375 America
- 1954 : Ferrari 450 AM Scaglietti
- 1955 : Ferrari 250 GT Berlinetta « Tour de France »
- 1957 : Ferrari 250 GT California Spyder
- 1957 : Ferrari 335 S Scaglietti
- 1962 : Ferrari 250 GTO
- 1963 : Ferrari 250 GT Lusso
- 1965 : Dino 206 GT
- 1968 : Ferrari 365 Daytona
- 1969 : Dino 246 GT/GTS
- 1975 : Ferrari 308
- 1984 : Ferrari 288 GTO
- 1984 : Ferrari Testarossa
- 1987 : Ferrari F40

### Compétition
- 1949 : Ferrari 166MM Spyder Scaglietti
- 1954 : Ferrari 250 Monza (en)
- 1954 : Ferrari 750 Monza
- 1955 : Ferrari 500 Mondial (it)
- 1956 : Ferrari 860 Monza Spider Scaglietti

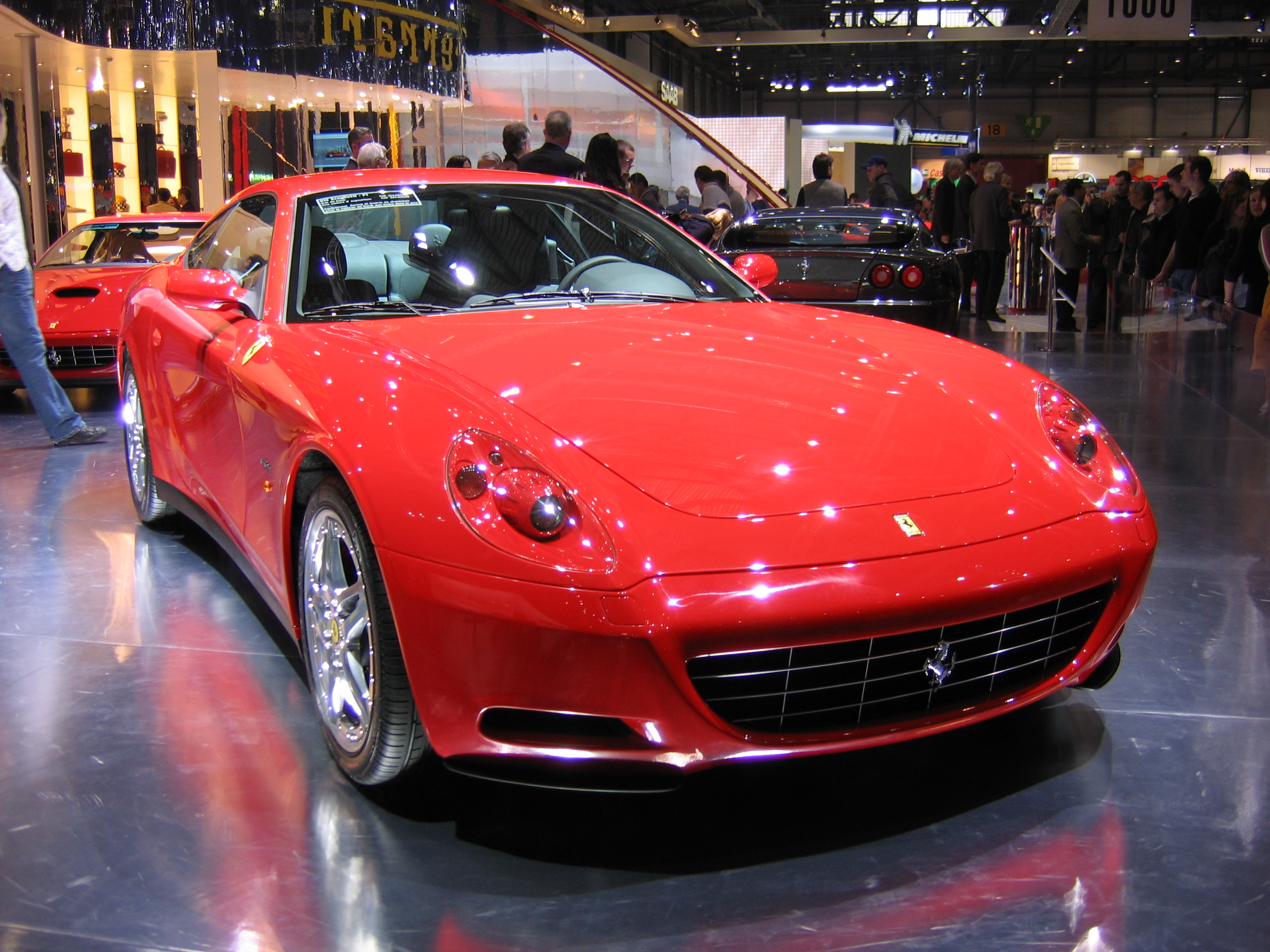
Ferrari 612 Scaglietti (2004)

- 1956 : Ferrari 500 TR (it)
- 1957 : Ferrari 335 S Scaglietti
- 1958 : Ferrari 250 Testa Rossa
- 1959 : Ferrari 290 MM
- 1960 : Ferrari 500 Mondial (it) Spider Scaglietti

### Séries spéciales
- 1959 : Concept-cars Chevrolet Corvette (C1) Italia by Scaglietti, pour Carroll Shelby.
- 2004 : Ferrari 612 Scaglietti, par Pininfarina, en hommage à Sergio Scaglietti.